# 丸山葵
丸山 葵（まるやま あおい、1989年12月25日 - ）は、京都府出身のタレント、舞台女優である。以前はY・M・Oに所属していた。

## 来歴
芸能人女子フットサルチームFANTASISTAに所属していたが、チームは2009年3月31日をもって一時休部。2006年4月から3年間、キャプテンを務めていた。
2010年12月18日の「Angel League スカパー!3Dカップ」に、ミスマガジンのサポートメンバーとして出場。

## 出演
テレビ
- コラソン（東海テレビ）
- 恋するフットサル（フジテレビ）
- 独占!金曜日の告白（フジテレビ）

ラジオ
- ASIAN美少女ファイル（USEN）

舞台
- ピヴォ☆ガール（2006年1月）
- 櫻の園（2007年6月 - 7月、2009年4月）

広告
- 河合塾